# Matelea lasiostemma
Matelea lasiostemma là một loài thực vật có hoa trong họ La bố ma. Loài này được (Hemsl.) Shinners mô tả khoa học đầu tiên năm 1964.